# قائمة القادة العسكريين العرب والمسلمين
هذه قائمة القادة العسكريون العرب قبل الإسلام وبعده.

## قائمة القادة العسكريين العرب و المسلمين

### قبل الإسلام
| - أبرهة بن الرائش - أبو قيس بن الأسلت - أسعد الكامل - الشنفرى - الأفريقس - الحارث الأعرج بن جبلة - الحارث بن عمرو الكندي - مالك بن عوف النصري | - الحارث بن قيس - الزير سالم - المنذر بن المنذر - المنذر بن ماء السماء - بسطام بن قيس - جذيمة الأبرش | - حذيفة بن بدر - حنظلة بن ثعلبة - دريد بن الصمة - زهير بن مالك - زهير بن جناب الكلبي | - زيد الفوارس الضبي - سيف بن ذي يزن - شمر ذي الجناح - طريف بن تميم - عتيبة بن الحارث التميمي | - عمر بن أبرهة - عمرو بن عدي - قيس بن زهير - كليب بن ربيعة - مالك بن الادرم - لقيط بن زرارة |

### صدر الإسلام
| - أبو عبيدة - الأحنف بن قيس - الأقرع بن حابس - الحكم بن عمرو الغفاري - الزبير بن العوام - الفضل بن العباس - القعقاع بن عمرو | - المثنى بن حارثة - النعمان بن مقرن - الوليد بن عقبة - حبيب بن مسلمة - حبيب بن عمرو السلاماني - خالد بن الوليد - رافع بن عميرة الطائي - ربعي بن عامر | - سعد بن أبي وقاص - سعد بن معاذ - سلمان بن ربيعة الباهلي - سويد بن الحارث - شرحبيل بن حسنة - ضرار بن الأزور - طليحة بن خويلد | - عاصم بن عمرو - عبد الرحمن بن أبي بكر - عبد الرحمن بن ربيعة الباهلي - عبد الرحمن بن سمرة - عبد الله بن أبي السرح | - عبد الله بن الزبير - عبد الله بن جعفر بن أبي طالب - عبد الله بن عمر - عبد الله بن عامر بن كريز - علي بن أبي طالب - علقمة بن جنادة - عمرو بن العاص | - عمرو بن معديكرب - عياض بن غنم - صرد بن عبدالله - قيس بن هبيرة - مجاشع بن مسعود السلمي - ميسرة بن مسروق العبسي - يزيد بن أبي سفيان |

### العصر الأموي
| - أبو المهاجر دينار - أبو بلال مرداس بن حدير - الجابر بن الضحاك - الجراح الحكمي - الحارث بن عميرة الهذاني - الحجاج بن يوسف الثقفي - الحر بن عبد الرحمن - الزبير بن الماحوز | - السمح بن مالك الخولاني - الضحاك بن قيس - عطاء بن رافع الهذلي - العباس بن الوليد بن عبد الملك - الأعسر بن الجيبور - المختار الثقفي - المختار بن عوف الأزدي - المهلب بن ابي صفرة - أيوب بن حبيب اللخمي | - بسر بن أبي أرطأة - حسان بن النعمان - زهير بن قيس البلوي - سعيد بن عثمان بن عفان - سليمان بن هشام - شبيب بن يزيد الخارجي - طارق بن زياد | - عبد الرحمن الغافقي - عبد الرحمن بن الأشعث - عبد العزيز بن موسى بن نصير - عبد لله بن الصفار - عبدالله بن الحصين - عقبة بن نافع - عمر بن سعيد - عمر بن عبيد الله بن معمر | - عمر بن هبيرة - عمرو بن جمالة - عنبسة بن سحيم الكلبي - عبد الرحمن بن خير - علقمة بن جنادة - عياض بن سعيد - عياض بن سفيان - قتيبة بن مسلم - قطري بن الفجاءة - سنان بن سلمة الهذلي - محمد بن القاسم - محمد بن مروان - مروان بن محمد | - مسلم بن عقبة - موسى بن سنان - مسلمة بن عبد الملك - مصعب بن الزبير - معاوية بن هشام - منصور بن جمهور - موسى بن نصير - نافع بن الأزرق | - نجدة بن عامر - نصر بن سيار - هاشم بن جويبر - هلال بن أحوز - يزيد بن المهلب - يزيد بن معاوية بن أبي سفيان - يوسف بن عبد الرحمن الفهري - يوسف بن عمر الثقفي |

### العصر العباسي
| - أبو العباس السفاح - أبو مسلم الخراساني - أحمد بن طولون - اسد بن الفرات - الأفشين - ألب أرسلان - السفياني | - المعتصم بالله - المعز بن باديس - المنصور بن يوسف بلكين - الموفق بالله - باديس الصنهاجي - بوغا الكبير - خازم بن خزيمة التميمي | - خمارويه - رافع بن هرثمة - زياد بن صالح الحارثي - سالم بن راشد الخروصي - سُبُكْتِكِيْن - سيف الدولة الحمداني - صلاح الدين الايوبي | - صمصام الدولة - طغرل بك - ظالم بن موهب العقيلي - عبد الرحمن بن حبيب الفهري - عبد الله بن طاهر - عضد الدولة - علاء الدين أتسز | - علي بن عيسى بن ماهان - عماد الدولة أبو الحسن علي بن بويه - عماد الدين زنكي - عميد الجيوش - عيسى بن موسى - غسان بن عباد - قريش بن عبد الرحمن العذمي | - محمد بن حميد الطوسي - محمد بن رائق - محمد بن سليمان العباسي - محمود الغزنوي - معز الدولة البويهي - معن بن زائدة | - جلال الدولة ملك شاه - مؤنس الخادم - ناصر الدولة الحمداني - نظام الملك - نور الدين زنكي - يوسف بلكين |